# For Your Entertainment
For Your Entertainment é o álbum de estreia do vice-campeão do American Idol 8, Adam Lambert, mas o primeiro álbum lançado após sua estada na competição. Em 23 de Novembro de 2009 pela RCA Records. O disco teve 3 singles lançados mundialmente: "For Your Entertainment", "Whataya Want from Me" e "If I Had You". E 4 singles promocionais: "Fever" (Estados Unidos e Nova Zelândia), "Sleepwalker" (Canadá e Finlândia), "Aftermath" (Austrália) e "Sure Fire Winners" (Nova Zelândia). O álbum vendeu 2 milhões cópias mundialmemte, sendo 808 mil delas no Estados Unidos, onde foi certificado como disco de ouro pela RIAA.

## Desenvolvimento
Imediatamente após sua participação no American Idol, Adam começou a escrever e gravar com marcas predominantes do estilo pop como Lady Gaga, Greg Wells, Max Martin, Linda Perry, RedOne, Ryan Tedder, Kidd, Sam Sparro, Kara DioGuardi, Rivers Cuomo e Pink.
Adam também anunciou através de seu Twitter, que havia colaborado com a estrela pop americana, Lady Gaga:
| “ | "Sim, é verdade: Passei ontem no studio e gravei com a extremamente talentosa e criativa Lady Gaga. Gravamos uma canção que ela escreveu! Eu a amo". | ” |

Em 28 de outubro, Adam anunciou que o primeiro single seria "For Your Entertainment", produzido pelo Dr. Luke. Ele "twittou":
| “ | "O primeiro single será "For Your Entertainment"... Ele vai fazer você dançar, com certeza." | ” |

Ele também confirmou uma canção chamada "Soaked", escrita por Matthew Bellamy do Muse e uma canção chamada "Music Again", escrita por Justin Hawkins do The Darkness. Adam também afirmou que ele co-escreveu quatro das canções do álbum, "Strut", "Pick U Up", "Aftermath" e "Broken Open".

## Recepção crítica
A resposta crítica inicial a "For Your Entertainment" foi geralmente favorável. No Metacritic, que atribui uma avaliação normalizada em 100 a partir de comentários críticos, o álbum recebeu uma pontuação média de 71, com base em opiniões de dez. The Huffington Post chamou o álbum de "um clássico instantâneo" e também afirmou que "como um todo, em suas marcas de entretenimento é um dos mais impressionantes pontos altos do álbum de estréia no estilo pop como uma memória recente". The Detroit News, disse que "escusado será dizer que "For Your Entertainment" é a estréia mais equilibrada de todo qualquer "ídolo" até agora. Adam tem uma visão e conseguiu aperfeiçoar um som que homenageia seus heróis enquanto esculpi um nicho para si mesmo ". A revista Spin afirmou que o álbum é "talvez o mais forte do lote, mais saboroso de músicas que chega a forma as habilidades vocais de Adam, como unir as estruturas dances com o hard-rock, fazendo ficar muito convincente".
A Slant Magazine escreveu que "Music Again" e desajeitadamente escrita parecida com "Strut". Cada bocado tão detestável como as músicas do álbum de Mika, "The Boy Who Knew Too Much" e que "Music Again" atraiu macacos a sua produção e uma boa parte da sua melodia parecida com a de Mika na canção "Touches You", enquanto a faixa título e primeiro single é tão semelhante a  música de Sam Sparro "Black and Gold", que provavelmente deve manter um time forte no redentor legal ... Mas deixando de lado as questões de originalidade, simplesmente não há obtenção em torno do fato de que a Lady GaGa co-escreveu "Fever" e "Whataya Want From Me", escrita por Pink e Max Martin, são fenomenalmente bem trabalhadas e possivelmente são bom singles no estilo pop que dão a Adam a oportunidade de brilhar. A revista Rolling Stone escreveu que "as canções de sonoridade alta, mas sinto estranhamente abafadas - Entertainment parece um disco que foi pensamentos variados. Da próxima vez, o extremamente talentoso Adam Lambert deve se certificar de que ele vai direto para os confins.""
Em 2010, Adam Lambert foi nomeado para um GLAAD Media Award como "Melhor Artista da música" com o álbum "For Your Entertainment", e ganhou na categoria "Artista em Destaque".

## Lista de faixas
| N.º | Título                   | Compositor(es)                                  | Produtores(es)        | Duração |  |
| 1.  | "Music Again"            | Justin Hawkins                                  | Rob Cavallo           | 3:16    |  |
| 2.  | "For Your Entertainment" | Claude Kelly, Lukasz Gottwald                   | Dr. Luke              | 3:35    |  |
| 3.  | "Whataya Want from Me?"  | Pink, Max Martin, Shellback                     | Max Martin, Shellback | 3:47    |  |
| 4.  | "Strut"                  | Adam Lambert, Kara DioGuardi, Greg Wells        | Greg Wells            | 3:30    |  |
| 5.  | "Soaked"                 | Matthew Bellamy                                 | Rob Cavallo           | 4:33    |  |
| 6.  | "Sure Fire Winners"      | David Gamson, Alexander James, Oliver Lieber    | Rob Cavallo           | 3:33    |  |
| 7.  | "A Loaded Smile"         | Linda Perry                                     | Linda Perry           | 4:04    |  |
| 8.  | "If I Had You"           | Max Martin, Shellback, Savan Kotecha            | Max Martin, Shellback | 3:48    |  |
| 9.  | "Pick U Up"              | Rivers Cuomo, Greg Wells, Adam Lambert          | Greg Wells            | 4:10    |  |
| 10. | "Fever"                  | Lady Gaga, Jeff Bhasker                         | Jeff Bhasker          | 3:26    |  |
| 11. | "Sleepwalker"            | Ryan Tedder, Aimee Mayo, Chris Lindsey          | Ryan Tedder           | 4:25    |  |
| 12. | "Aftermath"              | Adam Lambert, Alisan Porter, Ferras, Prince Ben | Howard Benson         | 4:26    |  |
| 13. | "Broken Open"            | Greg Wells, Adam Lambert, Kidd                  | Greg Wells            | 5:11    |  |
| 14. | "Master Plan"            | Ryan Tedder                                     |                       | 3:21    |  |

Faixas Bônus
| N.º | Título                                                              | Compositor(es)                            | Duração |  |
| 15. | "Time for Miracles" (Faixa bônus no iTunes,Japão & Reino Unido)     | Alain Johannes, Natasha Shneider          | 4:43    |  |
| 16. | "Down the Rabbit Hole" (Faixa bônus no iTunes, Japão & Reino Unido) | Adam Lambert, Greg Wells, Evan Bogart     | 4:06    |  |
| 17. | "Voodoo" (Faixa bônus international)                                | Adam Lambert, Sam Sparro                  | 3:13    |  |
| 18. | "Can't Let You Go" (Faixa bônus no Reino Unido)                     | Greg Wells, Claude Kelly, Rogg            | 4:14    |  |
| 19. | "No Boundaries" (Faixa bônus no Japão)                              | Kara DioGuardi, Cathy Dennis, Mitch Allan | 3:48    |  |

## Desempenho nas paradas musicais
O álbum estreou na posição #3 da Billboard 200, vendendo 198 mil cópias em sua primeira semana. Foi certificado como disco de platina pela Music Canada no Canadá, em 26 de janeiro de 2010; e rapidamente como ouro nos Estados Unidos, Cingapura, e Nova Zelândia. Até 30 de janeiro de 2011 o álbum vendeu 2 milhões cópias mundialmemte. Sendo 808 mil delas no Estados Unidos. E foi certificado como disco de ouro ou platina em 8 países.

### Posições
| Parada musical (2009-2010)       | Melhor posição |
| -------------------------------- | -------------- |
| Brasil - Top 30 Semanal          | 17             |
| Canadá - Canadian Albums Chart   | 8              |
| Finlândia - Finnish Albums Chart | 42             |
| Nova Zelândia - RIANZ            | 8              |
| Reino Unido - UK Albums Chart    | 87             |
| Estados Unidos - Billboard 200   | 3              |
| Mundo - World United Chart       | 39             |

| País           | Certificador | Certificação | Vendas    |
| -------------- | ------------ | ------------ | --------- |
| Austrália      | ARIA         | Platina      | 80,000    |
| Brasil         | ABPD         | Ouro         | 30,000    |
| Canadá         | Music Canada | Platina      | 80,000    |
| Estados Unidos | RIAA         | Platina      | 1,000,000 |
| Finlândia      | IFPI         | Ouro         | 25,000    |
| Malásia        | RIAM         | Ouro         | 45,000    |
| Nova Zelândia  | RIAMZ        | Platina      | 20,000    |
| Singapura      | RIAS         | Platina      | 15,000    |
| Mundo          | MediaTraffic | Platina      | 2.500,000 |

## Histórico de Lançamento
| Páis           | Data                   | Gravadora   |
| -------------- | ---------------------- | ----------- |
| Estados Unidos | 23 de Novembro de 2009 | RCA Records |
| Reino Unido    | 5 de Maio de 2010      | RCA Records |
| Austrália      | 5 de Março de 2010     | Sony Music  |